# Martelo (arma)

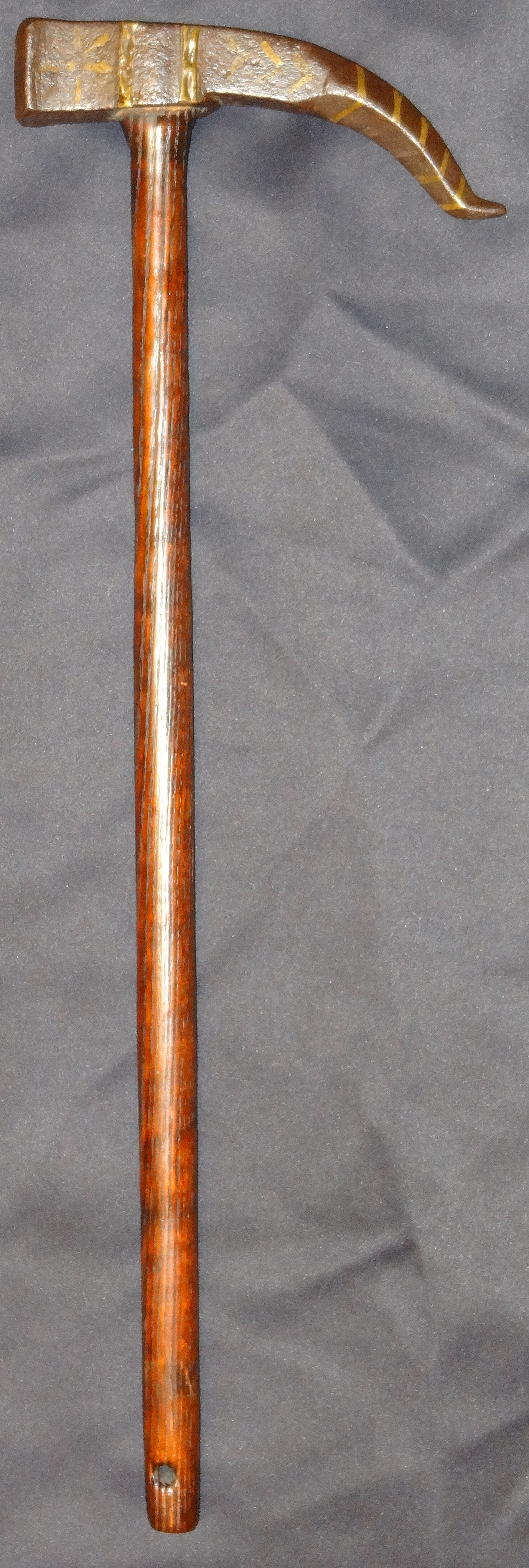
Martelo de guerra

O martelo, também conhecido como martelo-de-guerra, é um instrumento perfurocontuso por um lado, e/ou contuso, do outro, usado possivelmente desde a Idade da Pedra, mas que ganhou aperfeiçoamento bélico durante a Idade Média, com uso similar à maça e outras armas empunhadas pelos cavaleiros.

## Descrição
Assim como o martelo, do qual deriva, essa arma possui uma cabeça e um cabo, em desenho em tudo análogo à ferramenta. O cabo tinha comprimentos diversos, podendo ser tão comprido que se assimilava à alabarda, e mais curtos, tal como a maça.
Os martelos longos eram armas de haste, e seu uso era destinado a infantaria contra cavaleiros; já os de cabo curto eram usados para os combates mais próximos ou como parte do arsenal usado sobre o cavalo.
Uma terceira ponta afinada, com outras pontas, saindo no sentido do cabo ao meio da cabeça, tornaram-na uma arma ainda mais versátil.

## Uso
O martelo foi adotado como arma na Alta Idade Média, para fazer frente ao aperfeiçoamento das armaduras, mais populares e fortes com o desenvolvimento da produção de aço durante o século XIV e XV.
O martelo poderia desferir golpes mais potentes que as espadas, cujo poder diminuíra face o uso das armaduras. A grande força perpetrada com seus golpes podiam fazer penetrar a defesas do adversário, sobretudo quando usadas por um cavaleiro montado. Mesmo sem penetrar a armadura, seu impacto provocava sérios danos.
O lado rombudo da cabeça poderia ser usado para arrebentar a armadura do alvo, ou até mesmo seu escudo, ou poderia, quando usado o lado contrário, perfurar até mesmo as pesadas armaduras. Seu uso poderia ainda ser dirigido, contra adversários montados, às patas do cavalo, derrubando-se o inimigo ao solo, onde era mais facilmente combatido.

## Mitologia e ficção
O martelo como arma está presente em alguns mitos. Um exemplo famoso de um martelo como uma arma é Mjolnir, a arma do deus escandinavo, Thor. O deus celta Sucellus tinha no martelo sua arma principal.
Na Bíblia é a arma característica de Judas Macabeu, do Livros dos Macabeus. O epíteto "Macabeu" vem da palavra do siríaco maqqaba, "martelo".
Warhammer Fantasy, um wargame de miniaturas tem o nome derivado da arma homônima. Dentro do universo, Ghal Maraz é um martelo de guerra mágico usado como símbolo do Império dos Homens, e empunhado pelo seu imperador.

## Variantes
Outras armas que são tipos de martelos de guerra incluem:
- Bec de Corbin
- Picareta de cavalaria
- Martelo de Lucerne

## A batalha de Towton
Um dos crânios encontrados numa sepultura coletiva, no campo da batalha de Towton (1461), em escavações realizadas em 1996, mostrava sinais de golpe por um martelo de guerra: o orifício apresentava a perfuração em formato quadricular, de 15 mm nos lados (veja seção de ligação externa para ver fotografia).
Fonte:Blood Red Roses: The Archaeology of a Mass Grave from the Battle of Towton, A.D. 1461 - (ISBN 1-84217-025-2).